# Laurentius von Rom (Heraldik)

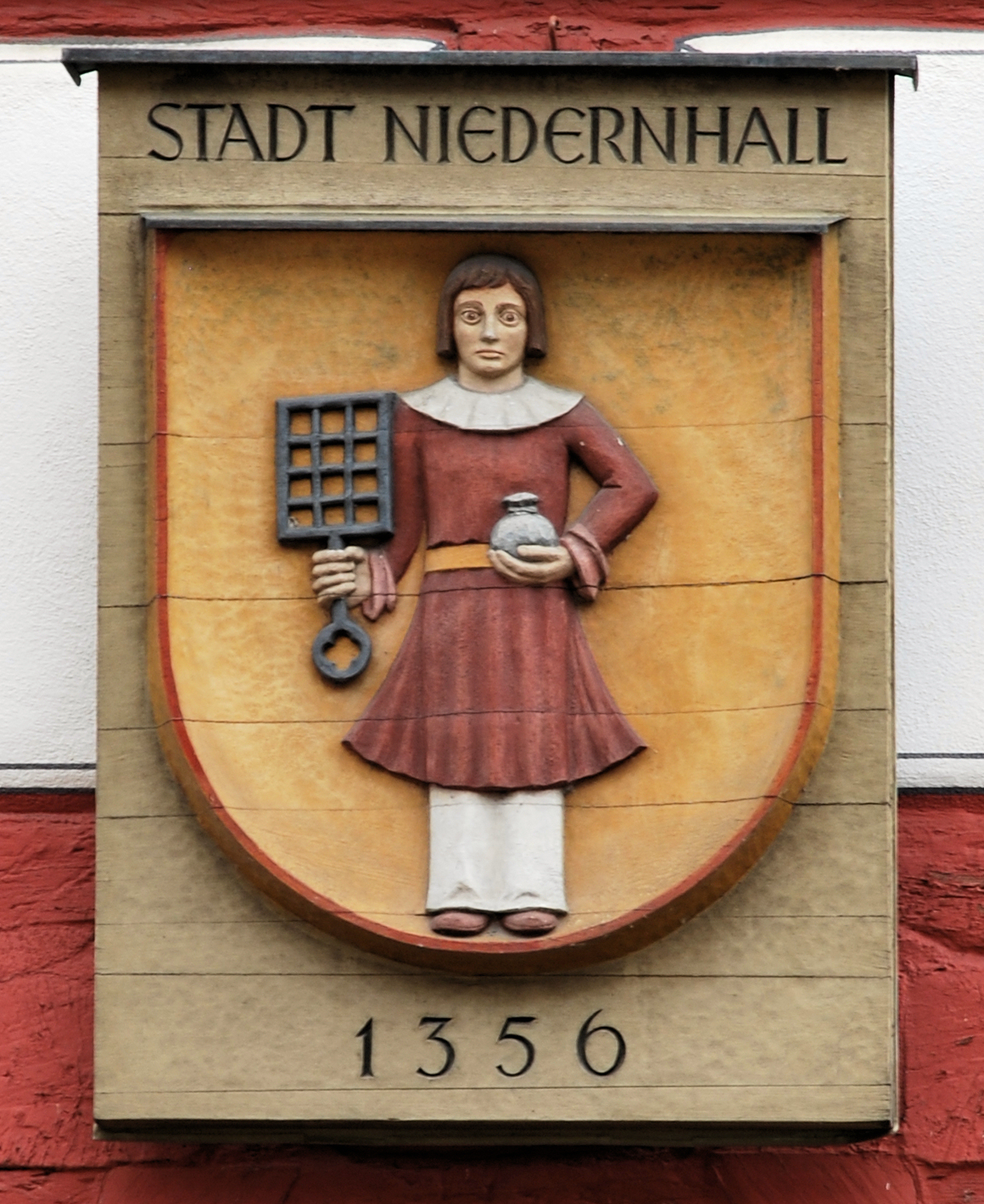
Stadtwappen von Niedernhall

Laurentius von Rom ist in der Heraldik eine gemeine Figur mit religiöser Symbolik.
In der kirchlichen Heraldik haben sich verschiedene Darstellungen dieser Wappenfigur herausgebildet, die sich alle an der christlichen Ikonographie orientieren.

## Historischer Hintergrund
Laurentius war als Erzdiakon von Rom in Vertretung des Papstes für die Verwaltung des örtlichen Kirchenvermögens und dessen Verwendung für soziale Zwecke zuständig. Nachdem der römische Kaiser Valerian Papst Sixtus hatte enthaupten lassen, wurde Laurentius aufgefordert, alles Eigentum der Kirche innerhalb von drei Tagen herauszugeben, er verteilte es aber an die Mitglieder der Christengemeinde. Valerian ließ Laurentius daraufhin auf einem Rost foltern, und Laurentius starb den Feuertod.
Laurentius gilt als einer der bedeutendsten und zeitweise populärsten Heiligen der katholischen Kirche. Über seiner Hinrichtungsstätte ist die Kirche San Lorenzo fuori le mura in Rom errichtet.
In Deutschland verbreitete sich nach dem Sieg Kaiser Ottos I. gegen die Ungarn in der Schlacht auf dem Lechfeld am 10. August 955, dem Laurentiustag, ein Laurentiuskult. Viele Städte und Gemeinden wählten Laurentius von Rom als Stadtpatron. In der Folge taucht Laurentius in den Wappen von Städte und Gemeinden auf.
Auch im Wappen wird Laurentius gemäß der christlichen Ikonographie dargestellt. Bekleidet kann er sein mit einer traditionellen Tunika eines mittelalterlichen Diakons, er wird dargestellt mit Tonsur, Heiligenschein oder Märtyrerpalme. Sein bekanntestes Attribut ist der Feuerrost, der in Wappen häufig stellvertretend für den Heiligen steht.

## Beispiele

### Heiligenfigur

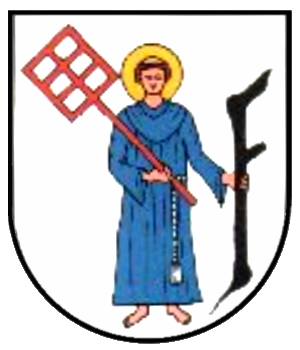
Auenheim (Kehl)
Benneckenstein (Harz)
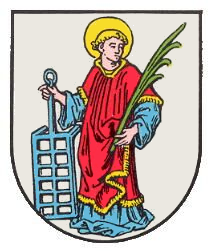
Bobenheim am Rhein
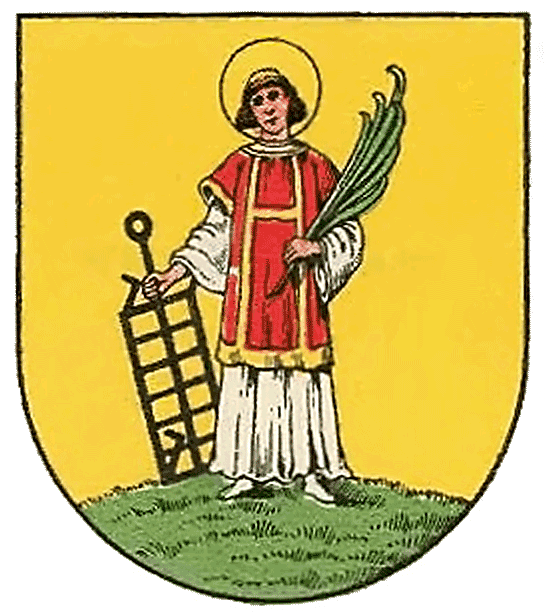
Breitensee (Wien)
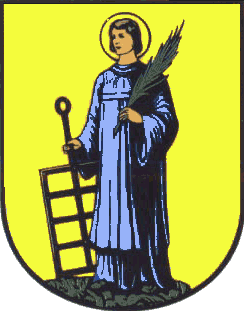
Camburg
Dallenwil
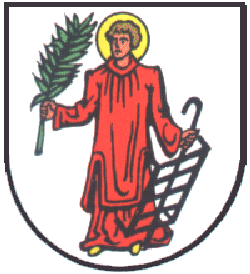
Großgartach (Leingarten)
Gündelbach
Haringsee NÖ
Herschbach
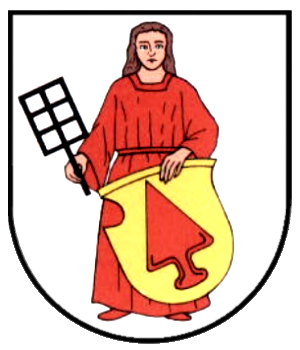
Kürzell
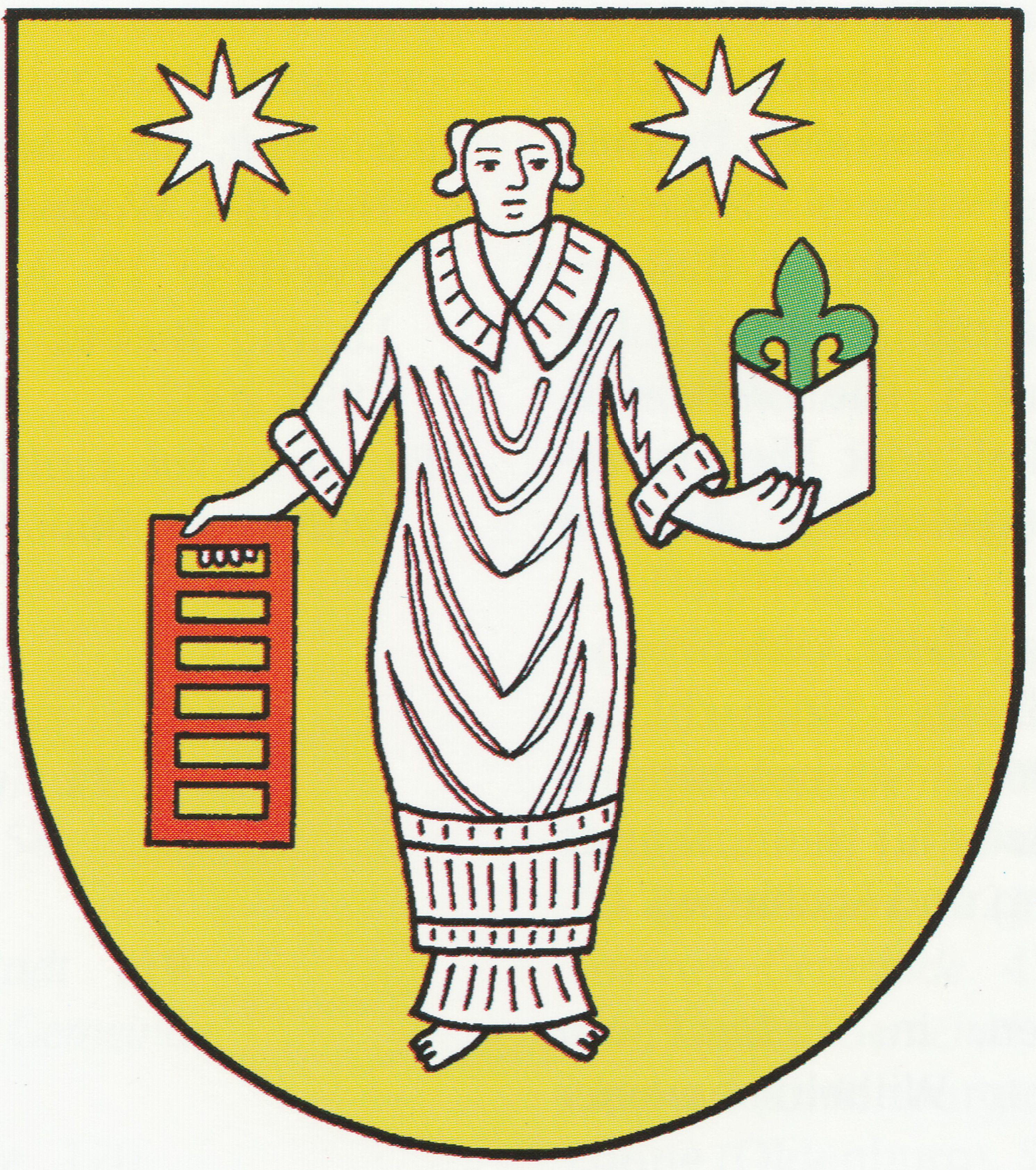
Landwürden
Leutesdorf am Rhein
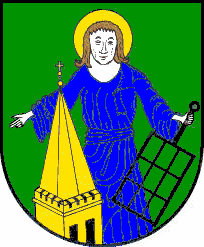
Liebenau (Niedersachsen)
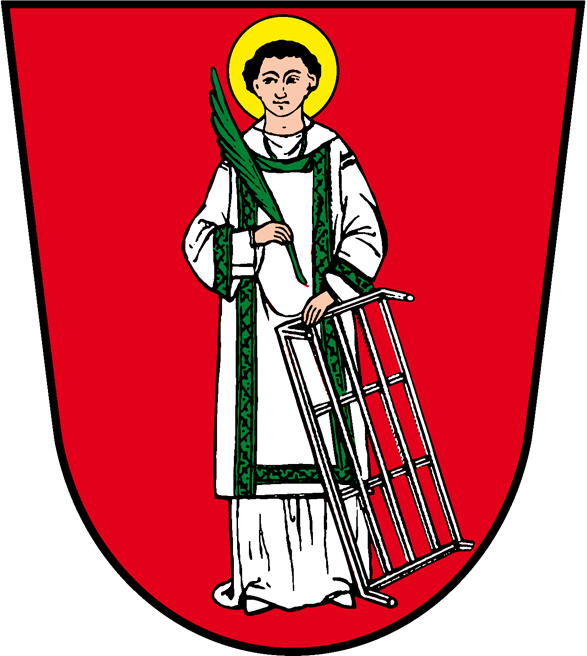
Bad Liebenstein
Niedernhall
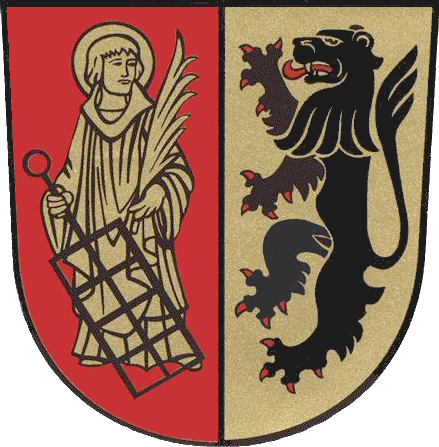
Probstzella
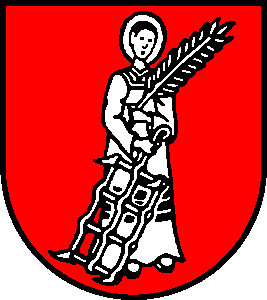
Rickenbach
Währing (Wien)
Zell am Main
Zwenkau

### Attribut Rost
Der Gitterrost hat in der Heraldik für sich genommen keine symbolische Bedeutung, sondern könnte zunächst auch einer der Alltagsgegenstände sein, wie sie in Wappen häufig dargestellt sind. Häufig lässt sich bei Kommunalwappen jedoch ein historischer Bezug zu einem Laurentius-Patrozinium einer örtlichen Kirche oder ähnlichem herstellen. Oft wird Laurentius in (nicht rein das Optische beschreibenden) Blasonierungen auch eigens in Zusammenhang mit dem Rost erwähnt.

Arvigo
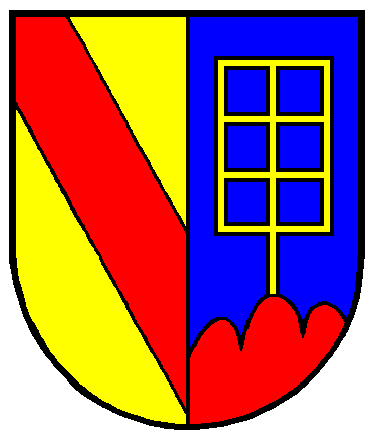
Bad Rotenfels
Bülach
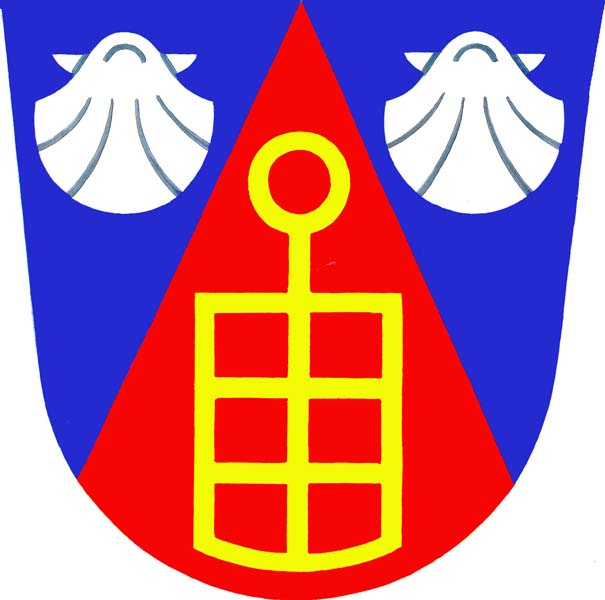
Církvice u Kutné Hory
Dockweiler
Enkhausen
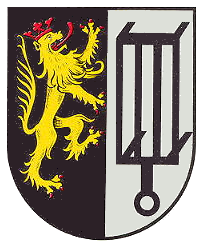
Gimmeldingen
Glücksburg
Hemmingen (Württemberg)
Ingenried (mit Greifenlöwe)
Ippesheim (Nahe)
Kaltental
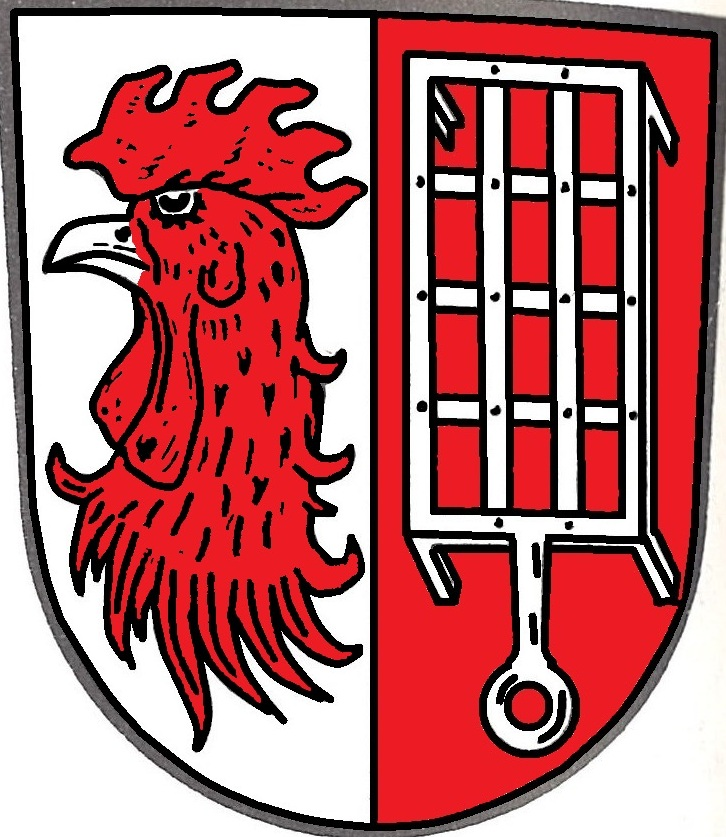
Kitzingen–Repperndorf
Krummenau (Hunsrück)
Lauter (Oberfranken)
Mainz-Ebersheim
Marmagen
Neckarweihingen
Nordheim am Main
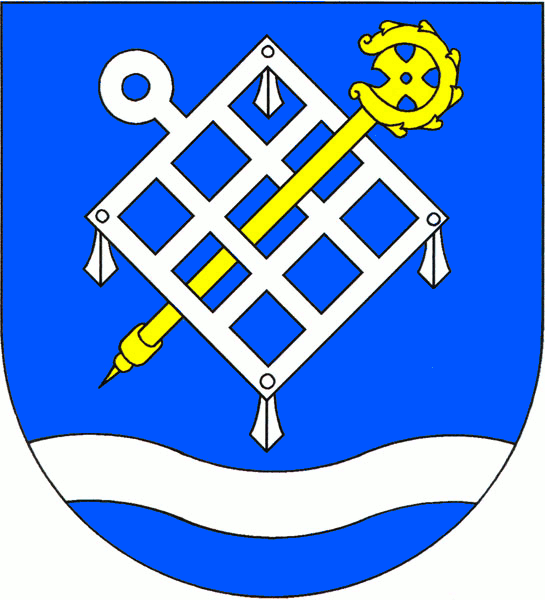
Opatovice nad Labem
Paspels
Pollham
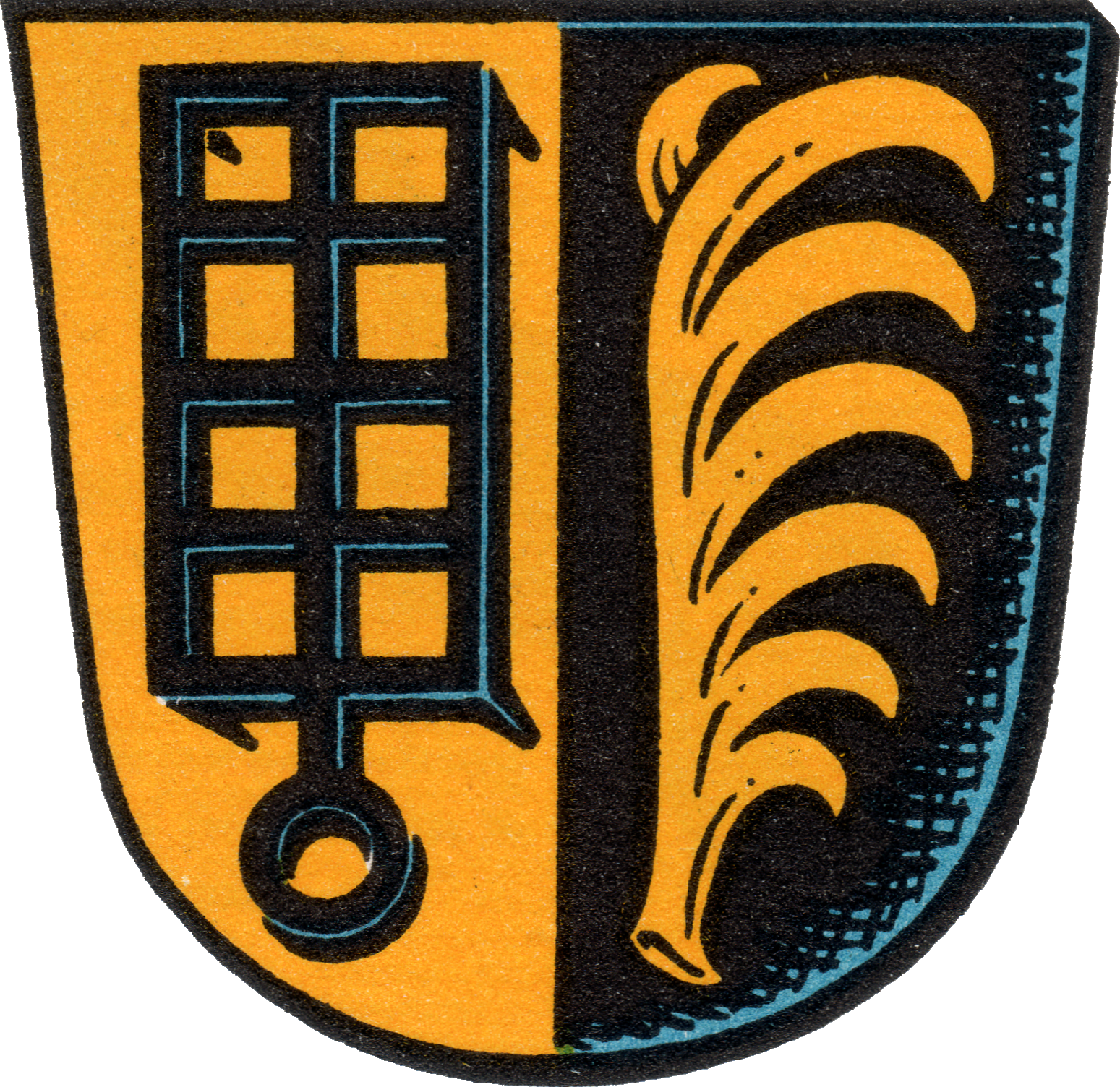
Presberg
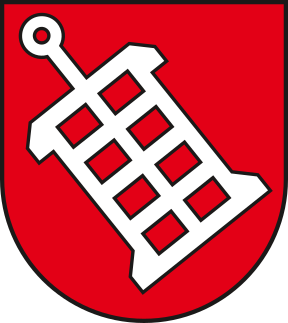
Reddeber
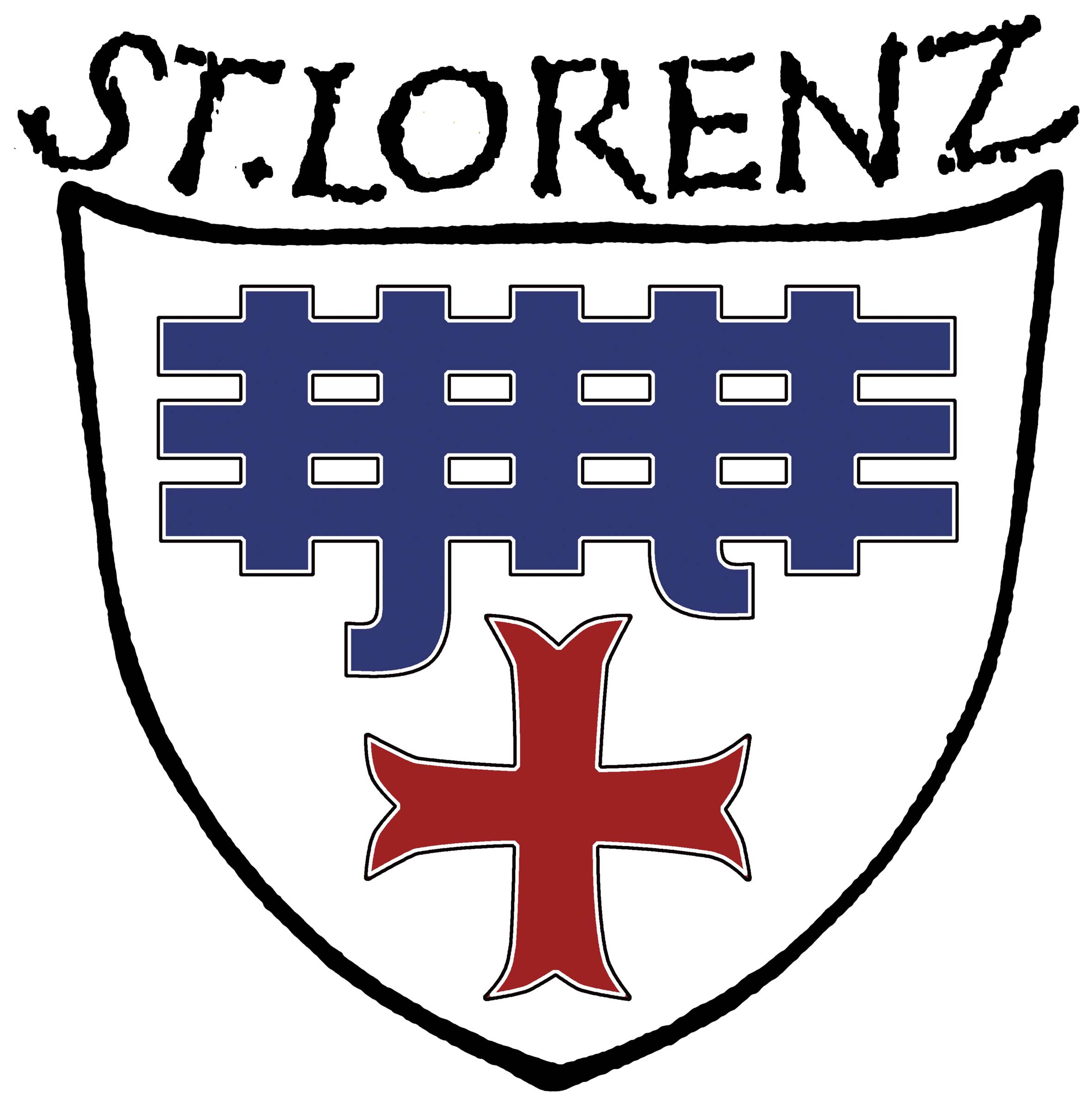
St. Lorenz (Deutschland)
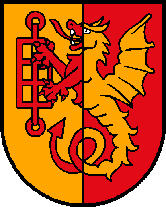
St. Lorenz (Österreich)
Untervaz
Wald-Michelbach
Walsdorf (Bayern)
Warth TG
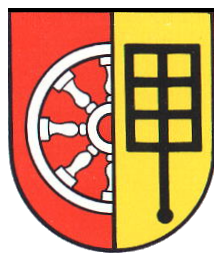
Werbachhausen
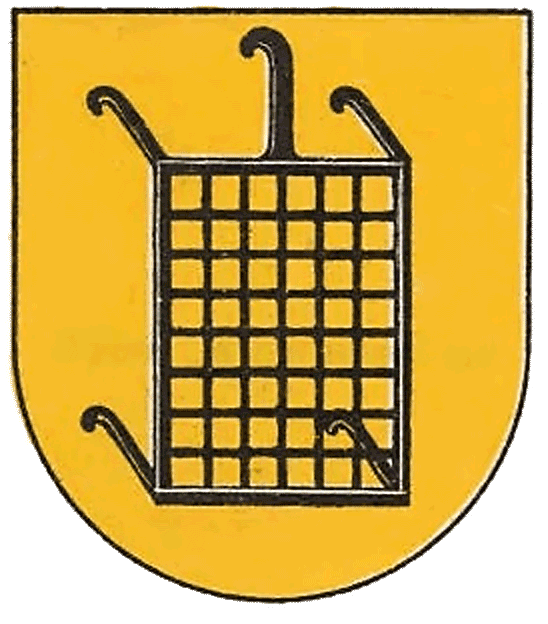
Wien-Laurenzergrund
Wörrstadt